# Corythalia circumcincta
Corythalia circumcincta là một loài nhện trong họ Salticidae.
Loài này thuộc chi Corythalia. Corythalia circumcincta được Frederick Octavius Pickard-Cambridge miêu tả năm 1901.